# Téléphérique Pont de Sèvres - Vélizy
Le téléphérique Pont de Sèvres - Vélizy est un projet de liaison aérienne qui doit permettre de relier le pont de Sèvres sur la commune de Boulogne-Billancourt à la commune de Vélizy-Villacoublay. Il devrait comprendre au moins trois stations,.

## Histoire
Le projet de téléphérique entre le pont de Sèvres et Vélizy-Villacoublay voit le jour le 13 janvier 2015, à l'initiative de Pascal Thévenot, maire de Vélizy-Villacoublay, afin de désengorger la RN 118 aux heures de pointe, ce mode de transport ayant l'avantage d'être écologique, économe et de ne pas posséder d'importantes infrastructures. Au début envisagé sous forme d'un TCSP, celui-ci est vite abandonné du fait de la nécessité de supprimer une voie sur la RN 118. Le téléphérique urbain permettrait de transporter entre 5 000 à 6 000 voyageurs par heure et par sens.
Le 24 juin 2015, le dossier du projet est inscrit dans le cadre du développement territorial. En juillet 2015, le projet reçoit des avis positifs, notamment d'Hervé Marseille, sénateur-maire de Meudon. La création d'un parking de délestage de 250 places de stationnement au niveau de la gare routière de Vélizy est programmé afin de faciliter la liaison avec le T6.

## Tracé et stations
Le téléphérique longerait la RN 118 sur environ 5,5 km. La création d'un arrêt dans les hauteurs de Sèvres est rendu obligatoire en juillet 2015 afin de désenclaver le plateau des Bruyères. Il est considéré en 2015 comme le projet le plus long d'Île-de-France.
Selon une étude entreprise par la commune de Vélizy-Villacoublay, le départ du téléphérique se situerait à la gare routière située au terminus de la ligne 9 du métro, à Boulogne-Billancourt. Alors que le terminus prévu devait être proche du centre commercial Vélizy 2, l'étude envisage un franchissement de l'autoroute A86 afin de desservir le Centre technique PSA de Vélizy et la base aérienne 107 Villacoublay. Les cabines auraient une capacité de 35 places, le téléphérique pouvant alors offrir un flux de 8 000 personnes à l'heure avec un passage toutes les cinquante secondes.
Alors que le coût était estimé à 40 millions d'euros, avec une mise en service alors espérée à l'horizon 2019-2020 pour une durée de travaux de 18 mois, l'étude de Vélizy-Villacoublay table sur une somme de 100 millions d'euros.
Le maire de Sèvres Grégoire de La Roncière s'oppose finalement au téléphérique, avançant que celui-ci coûterait de 130 à 170 millions d'euros pour un temps de trajet équivalent voire supérieur au bus.